# Heterixalus boettgeri
Heterixalus boettgeri és una espècie de granota de la família dels hiperòlids que viu a Madagascar.
Està amenaçada d'extinció per la pèrdua del seu hàbitat natural.